# HD 43112
HD 43112，又名BD+13 1173，SAO 95444、HR 2222，是一颗恒星，视星等为5.91，位于銀經196.49，銀緯-1.55，其B1900.0坐标为赤經6h 9m 28s，赤緯+13° -1.55′ 51″。